# Karl Liebknecht (films)
Pour plus de détails, voir Fiche technique et Distribution.
Karl Liebknecht est un diptyque réalisé par le cinéaste est-allemand Günter Reisch, qui relate la vie du célèbre révolutionnaire communiste allemand Karl Liebknecht (1871 - 1919) et son combat contre la Première Guerre mondiale. Karl Liebknecht est ici joué par Horst Schulze, tandis que Lyudmila Kasyanova tient le rôle de Sophie Liebknecht. 
- Première partie : 1965, Karl Liebknecht - Solange Leben in mir ist.
- Seconde partie : 1972, Karl Liebknecht - Trotz alledem!

## Fiche technique
- Titre : Karl Liebknecht
- Titres originaux :  
  - Karl Liebknecht - Solange Leben in mir ist
  - Karl Liebknecht - Trotz alledem!
- Réalisation : Günter Reisch
- Scénario : Michael Tschesno-Hell
- Production :
- Sociétés de production :
- Musique :
- Photographie :
- Montage :
- Décors :
- Costumes :
- Pays d'origine : République démocratique allemande
- Format :
- Genre : Biographique
Historique
Drame
- Durée : 114 minutes + 125 minutes
- Dates de sortie :
- Budget de production (Estimation) :
- Budget publicitaire (Estimation) :
- Budget total :

## Distribution
- Horst Schulze : Karl Liebknecht
- Ludmila Kasianova : Sophie Liebknecht
- Rita Krips : Vera Liebknecht (enfant)
- Mikhaïl Oulianov : Frolow
- Albert Hetterle : Paul Schreiner
- Erika Dunkelmann : Milda Schreiner
- Jutta Hoffmann : Käthe Schreiner
- Stefan Lisewski : Werner Gutjahr
- Albert Garbe : Albin Holzer
- Fred Delmare : Waldemar Lehmann
- Wolfgang Ostberg : Ernst Lemke
- Zofia Rysiówna : Rosa Luxemburg (première partie)
- Erich Mirek : Wilhelm Pieck
- Siegfried Weiß : Franz Mehring
- Hans Finohr : Georg Ledebour
- Adolf Peter Hoffmann : Gustav Noske
- Otto Lang : Philipp Scheidemann
- Theodor Meyer : Friedrich Ebert
- Arthur Jopp : Albert Südekum
- Harald Halgardt : l'empereur Guillaume II
- Ute Illmann : Vera Liebknecht
- Burkhard Mann : Kulle Schreiner
- Olaf Landsberg : Karlchen Schreiner
- Zofia Mrozowska : Rosa Luxemburg (seconde partie)
- Mikhaïl Oulianov : Lénine
- Manfred Zetzsche : Hermann Duncker
- Ulrich Anschütz : Erich Habersaath